# Benjamin Ratner
Benjamin Immanuel Ratner ist ein kanadischer Schauspieler und Regisseur.
Er wurde bekannt für seine Mitwirkung in Last Wedding, für die er vom Vancouver Film Critics Circle 2001 als bester Schauspieler in einem kanadischen Film ausgezeichnet wurde.
Für seine Nebenrolle in Looking for Leonard erhielt er den entsprechenden Preis im Jahr 2002,. Als Regisseur von Down River gewann er 2013 die Auszeichnung als bester Film aus British Columbia.
Er wirkte auch an den Filmen Moving Malcolm, Ignition, Long Life, Happiness & Prosperity, Amazon Falls, Fathers & Sons and Sisters & Brothers mit. In regelmäßigen Nebenrollen als Sam Berger in  Da Vinci's City Hall und als Ivon Teslia in Travelers ist er ebenfalls zu sehen. Bei Moving Malcolm führte er auch die Regie.
Er ist mit der Schauspielerin Jennifer Spence verheiratet.

## Nachweise
1. ↑  Jasmyn Pozzo, "Ben Ratner appearing in four films at this year's VIFF". Vancouver Observer, September 19, 2010.
2. ↑  "Much more to the year in film than Harry Potter and hobbits". Vancouver Sun, January 31, 2002.
3. ↑  "Vancouver Film Critics Circle pick best of 2002". Nelson Daily News, January 31, 2003.
4. ↑  "The Dirties cleans up in Vancouver; Film critics give top prizes to Matt Johnson, 12 Years a Slave". Edmonton Journal, January 9, 2014.
5. ↑  "Movie has feeling of baseball player who lost a close one". Vancouver Sun, October 17, 2003.
6. ↑  Sabrina Furminger:  Reel People: When Ben Ratner met Jennifer Spence In: Vancouver Courier, 28. Mai 2014

| Personendaten    | Personendaten                          |
| ---------------- | -------------------------------------- |
| NAME             | Ratner, Benjamin                       |
| ALTERNATIVNAMEN  | Ratner, Benjamin Immanuel              |
| KURZBESCHREIBUNG | kanadischer Schauspieler und Regisseur |
| GEBURTSDATUM     | 20. Jahrhundert                        |